# Железнодорожная улица (Ржев)

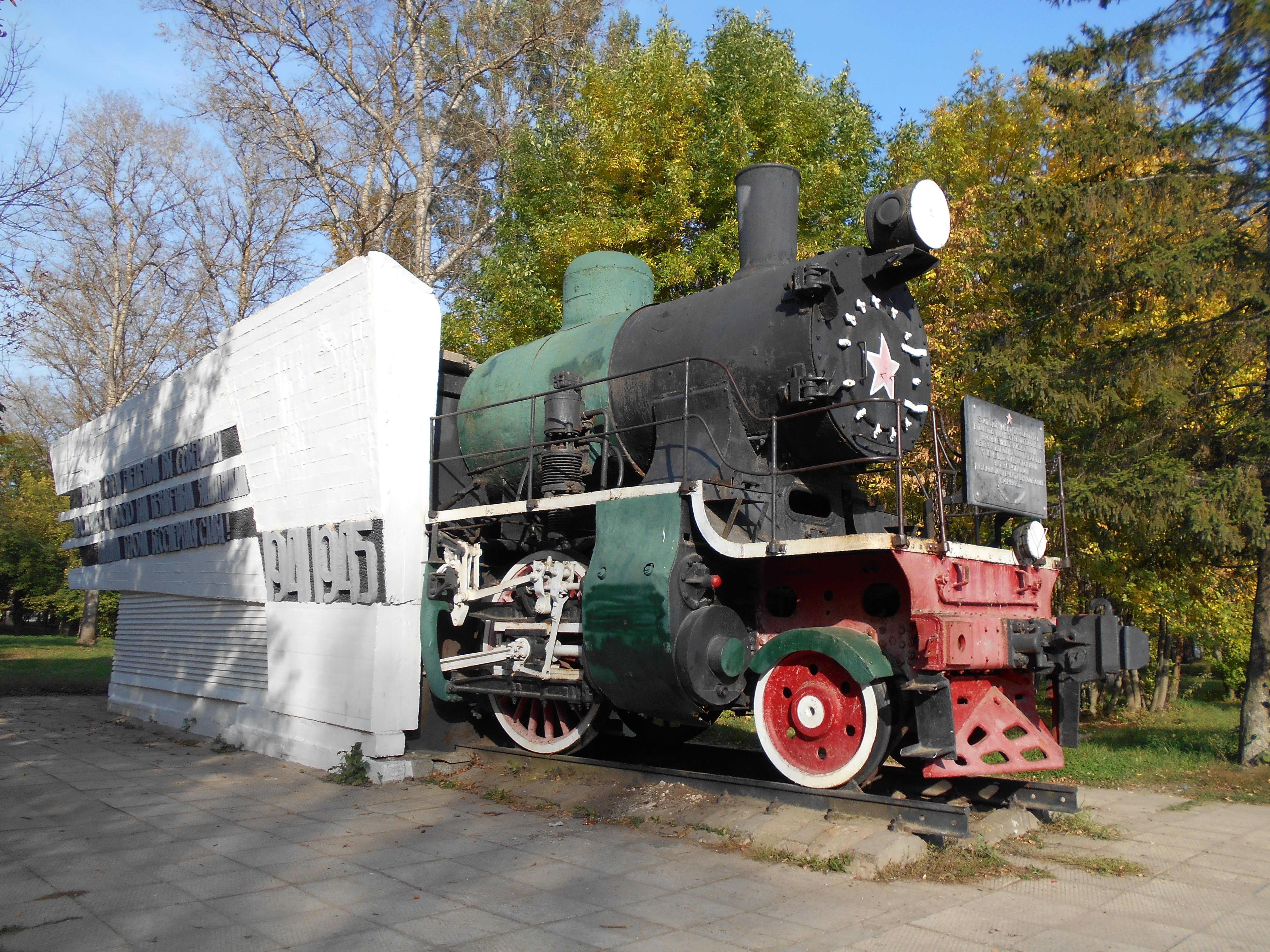
Монумент ржевским железнодорожникам

Железнодорожная улица — улица в правобережной части города Ржева Тверской области. Следует с запада на восток, параллельно линии прибалтийского направления Октябрьской железной дороги. Пересекает девять улиц, среди которых Дзержинского, Мира и Соколова. Улица проходит через пристанционный микрорайон.

## Происхождение названия
Названа так благодаря своему расположению в центре пристанционного микрорайона, большинство жителей которого составляют железнодорожники и члены их семей.

## Застройка

Барельеф на монументе железнодорожникам

До Октябрьской революции 1917 года улицы как таковой не существовало. В районе где сейчас пролегает улица были пригороды. Немногочисленные строения имели чисто хозяйственное или ремесленное назначение, в основном же здесь располагались огороды и садовые хозяйства. Центр нынешней Железнодорожной улицы пересекали Виндавское (ныне Московское) шоссе и Ново-Ямская улица (ныне Мира) заселённые ямщиками обслуживающими зубцовско-сычёвский и торопецкий тракты.
Основную жилую застройку улица получила уже в годы первых советских пятилеток в 20-е и 30-е годы XX века. По плану НКПС РСФСР Ржев должен был стать крупнейшим железнодорожным узлом Тверской губернии, так как здесь пересекались Ленинградско — Симферопольское и Московско — Виндавское направления Октябрьской железной дороги.
В соответствии с планом здесь был отстроен городок состоящий из двухэтажных жилых бараков в которых ютились железнодорожники. Широкое распространение получили и частные деревянные дома. В годы Великой Отечественной войны (в 1941—1942 годах), в результате многочисленных бомбардировок и жесточайших обстрелов немецкой артиллерией территорий прилегающих к железной дороге, почти все бараки были уничтожены вместе с большинством частных домов располагавшихся по улице.
Название "Железнодорожная" впервые появляется в документах в 1945 году.

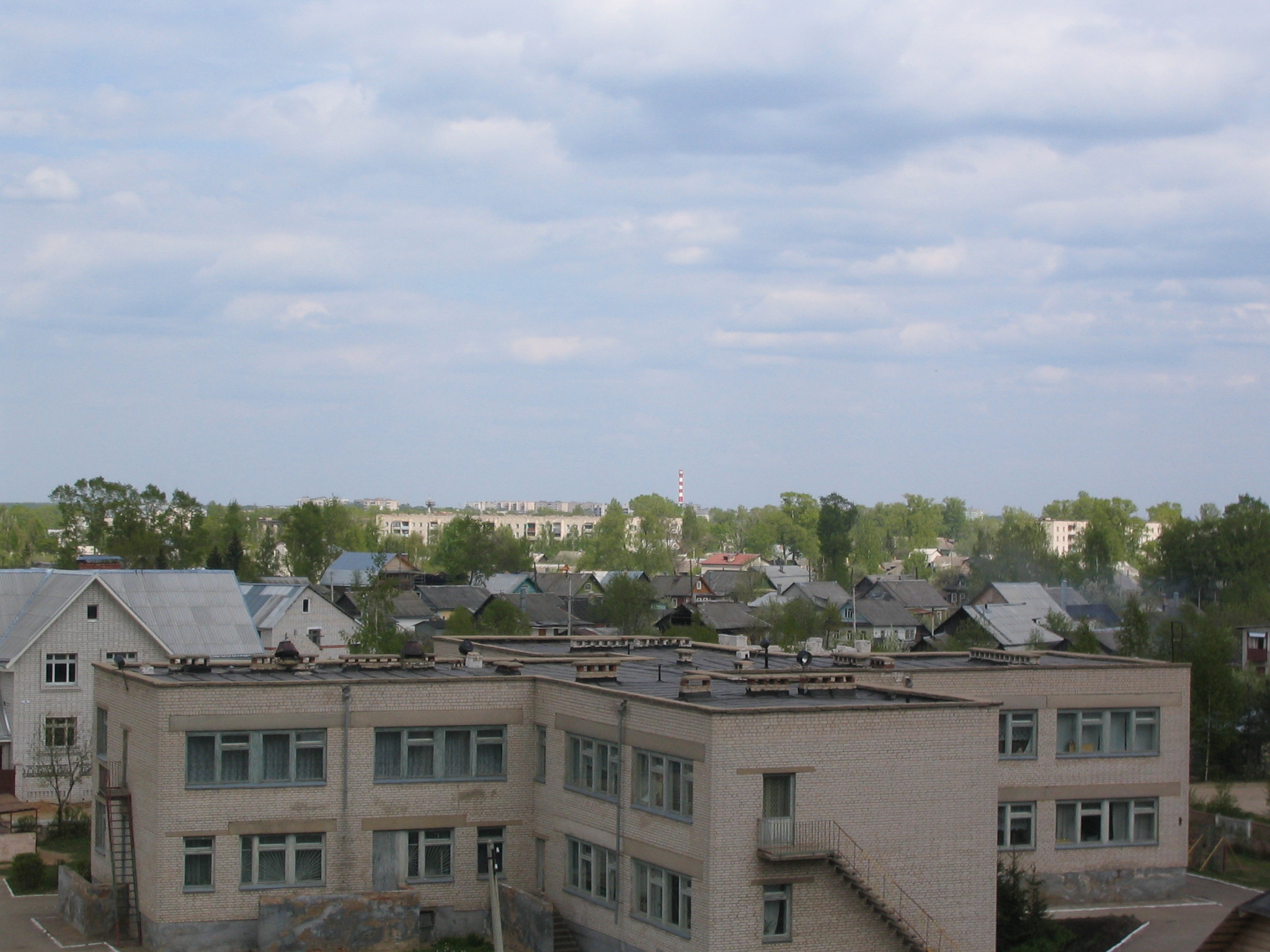
Детский сад № 6

После войны, в 1950-е — 1960-е годы, улица застраивалась заново. В основу новой застройки были заложены двух, четырёх и пятиэтажные жилые дома, предназначенные для расселения работников железной дороги: станции «Ржев-Балтийский» и локомотивного депо.
Вдоль улицы разместилась необходимая инфраструктура: управление станции «Ржев-Балтийский», поликлиника, железнодорожная больница, детский сад для детей железнодорожников, стадион «Локомотив», парк железнодорожников, предприятия торговли и быта.
В настоящее время (2011 год) многие строения по улице прибывают в плачевном состоянии, сказывается недофинансирование объектов Октябрьской железной дороги и дефицит городского бюджета.

## Историческая застройка
- Улица начинается в жилом квартале хлебокомбината, состоящем из пяти пятиэтажных панельных домов, приписанных к улицам Белинского и Вокзальной. Первым строением по Железнодорожной улице является детский сад № 6 (дом № 2а), чудным образом оказавшийся в центре квартала. Западнее квартала, до революции находилась деревня Мелихово, сейчас об этом упоминает лишь название железнодорожного разъезда «Мелихово» и с 1-го по 7-й Мелиховские переулки. В этой части города ещё сохранились деревянные частные дома довоенной эпохи, выстроенные в классическом русском стиле. Подобные дома можно видеть и вдоль современной Железнодорожной улицы, от её начала до улицы Мира.

Мемориальная доска в тыльной части памятника-паровоза

- На перекрёстке с улицей Мира расположился парк «Здоровье» (до 2020 года — парк железнодорожников)[2], известный своим памятником-паровозом. Памятник представляет собой переднюю часть паровоза СУ 208-64 слитую с белым бетонным постаментом в виде крыльев. Этот монумент был воздвигнут в 1973 году, в память о мужестве и героизме проявленном ржевскими железнодорожниками в борьбе с немецко-фашистскими захватчиками в Великой Отечественной войне. Тогда же, напротив монумента была установлена и стела погибшим в войне советским железнодорожникам. Рядом с монументом уже в 2001 году была сооружена часовня Святого Николая Чудотворца, покровителя всех путников, в том числе железнодорожников. В самом парке разбиты аллеи, установлен фонтан, парк оборудован фонарями и скамейками для отдыха людей.

- На углу Железнодорожной улицы с Московским шоссе расположено жёлтое помпезное здание железнодорожной больницы (дом № 36). До строительства центральной районной больницы это было самое крупное медицинское учреждение в городе. Здесь обслуживаются работники ржевского железнодорожного узла ОЖД и жители пристанционного микрорайона. Больница находится в достаточно ухоженном состоянии, чего не скажешь об инфекционном корпусе, расположенном на заднем дворе больницы. Корпус прибывает в запущенном аварийном состоянии и похоже восстановлению уже не подлежит. Там же, во дворе можно наблюдать старую водонапорную башню, некогда снабжавшую водой больницу и окрестные жилые дома. По соседству с больницей располагается и поликлиника ОЖД (дом № 38).

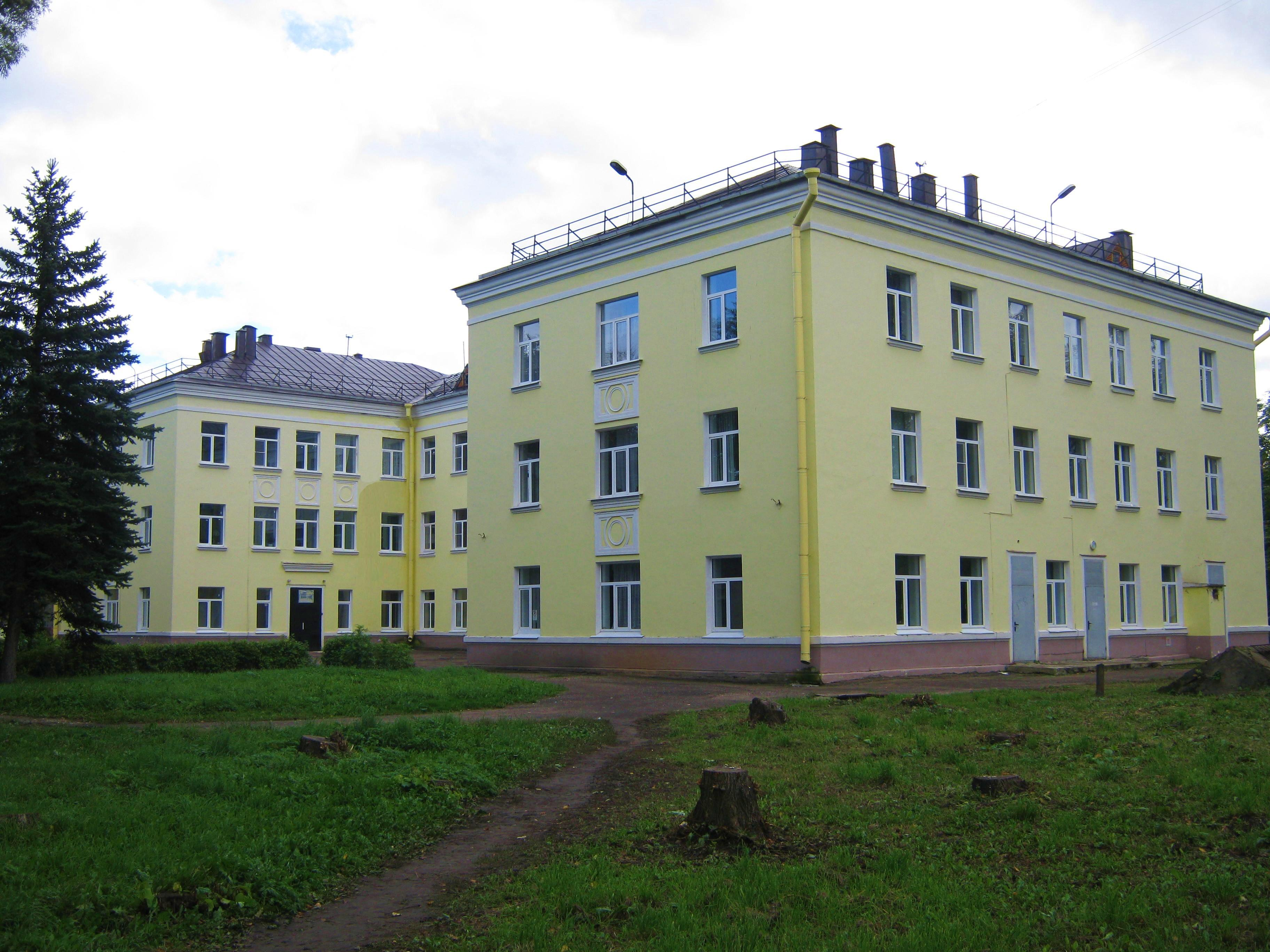
Железнодорожная больница

- Рядом с поликлиникой в глаза бросается красивый жилой дом сложенный из красного кирпича (дом № 40), в народе его кличат «немецким». «Немецкими» во Ржеве называют некоторые здания, которые строили или восстанавливали пленные немцы сразу после войны. Все эти дома считаются добротными и сделанными на совесть. Немцы работали во Ржеве с 1943 до конца 1946 года и за это время успели привести в порядок многие городские постройки. Содержались пленные немцы в тяжёлых условиях, жили в изоляции в старинном здании ржевской тюрьмы (ныне СИЗО № 3). Дом № 40, восстановленный к 1946 году и предназначенный для первых семей ржевских железнодорожников, строили из привезённых трофейных материалов, используя трофейную же строительную документацию. Неспроста многие отмечают сходство застройки дома с провинциальной немецкой. Похожие дома были построены также в двух военных городках Ржева.

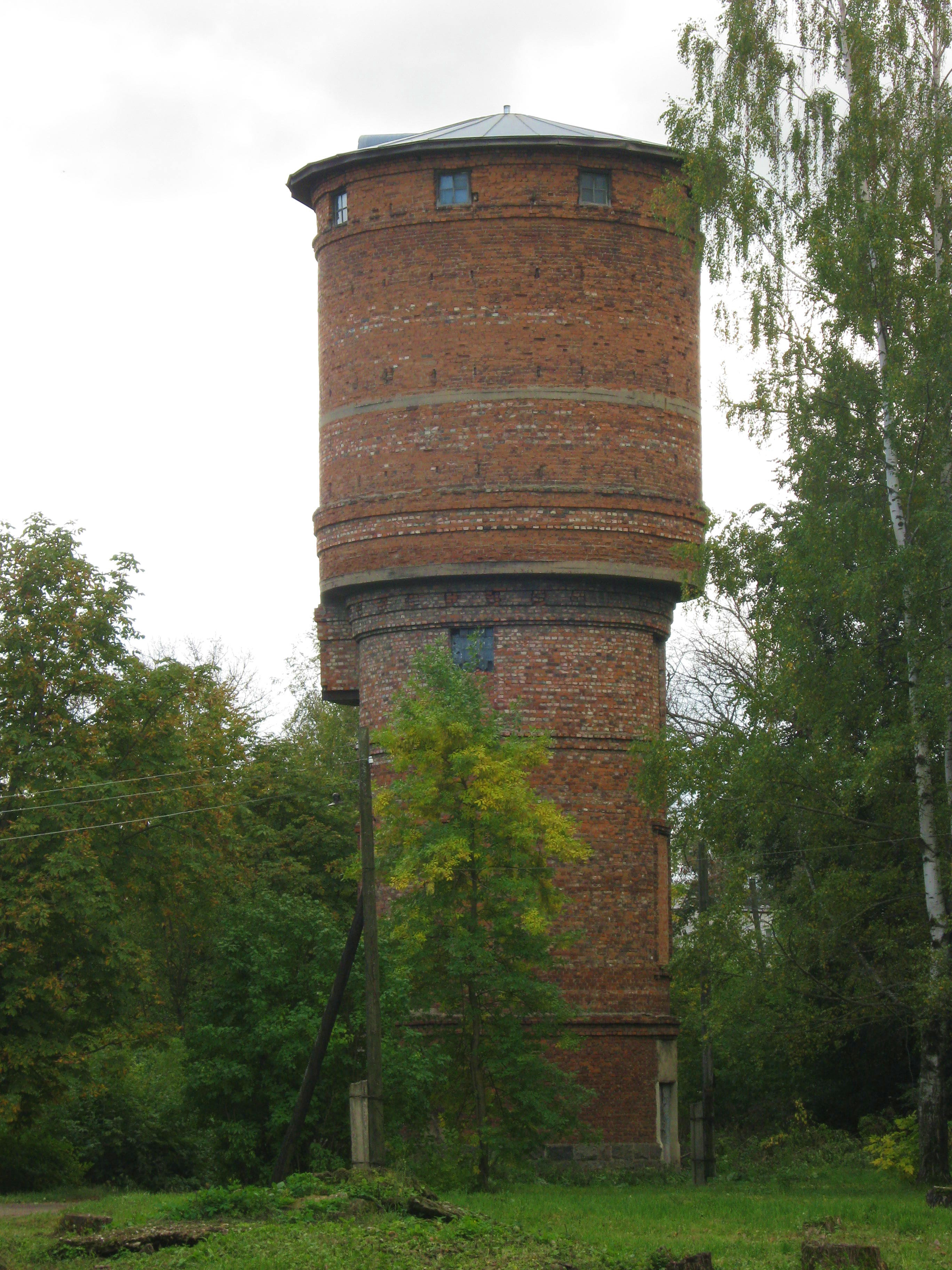
Водонапорная башня

- На пересечении улиц Железнодорожной и Октябрьской (кстати тоже названа в честь Октябрьской железной дороги), располагаются два примечательных старых здания. Это здание управления станции «Ржев-Балтийский» (дом № 42) и ныне разрушенное здание первого детского сада для детей работников ОЖД (дом № 47). Здания располагаются по разные стороны улицы, друг против друга, оба были построены ещё в начале 1930-х годов в стиле конструктивизма, всё что осталось от довоенного барачного посёлка железнодорожников. На здании станционного управления закреплена мемориальная доска в честь ржевских железнодорожников — К. Чижова, А. Виноградова, А. Григорьева и С. Арефьева, погибших на боевом посту в первые месяцы Великой Отечественной войны.

- Рядом с парком железнодорожников, через дорогу, располагался крупнейший стадион Ржева — «Локомотив» (дом № 47а). Во время проведения футбольных матчей здесь собирались тысячи зрителей, в частности тут играли Игорь Нетто и Владимир Маслаченко.[3] Ржевская команда «Локомотива» боролась за право играть в группе лучших команд РЖД.[источник не указан 995 дней] На стадионе также проводились различные спортивные праздники, молодёжные гулянья, театрализованные представления. Пик популярности стадиона пришёлся на советское время. Здесь неоднократно проводились встречи с популярными киноактёрами того времени, выступали народные артисты СССР. В ближайшие годы на стадионе «Локомотив» планировалось возведение нового универсального спортивного зала[4], который станет одним из лучших спортивных сооружений в Тверской области. Кроме «Локомотива» в городе имеются ещё два крупных стадиона со своими футбольными командами — «Горизонт» и «Торпедо». На 2014 год стадион был заброшен, на его месте находился пустырь.[3]

## Перечень зданий и объектов инфраструктуры
(с номерами домов)
- № 2а — Детский сад № 6[5]
- № 36 — Отделенческая больница на станции Ржев ОЖД (Железнодорожная больница)
- № 38 — Поликлиника при ОЖД (в том числе детская)
- № 40 — Дом из красного кирпича (восстановлен в немецком стиле в 1946 году)
- № 42/68 — Управление станции «Ржев-Балтийский» Октябрьской железной дороги
- № 45а — Таунхаус (новострой)
- № 47 — Первый детский сад при ОЖД (памятник архитектуры 1930-х гг., ныне разрушен)
- № 47а — Стадион «Локомотив»
- № 50 — Пятиэтажный жилой дом с пристройкой, в ней расположены: магазин «Продукты» и ржевский филиал ФГУЗ «Федеральный центр гигиены и эпидемиологии по железнодорожному транспорту»[6]

## Памятники
- Монумент ржевским железнодорожникам (памятник-паровоз СУ 208-64) в парке железнодорожников
- Стела железнодорожникам погибшим в Великой Отечественной войне в парке железнодорожников
- Мемориальная доска железнодорожникам на здании управления станции «Ржев-Балтийский»

## Фотогалерея

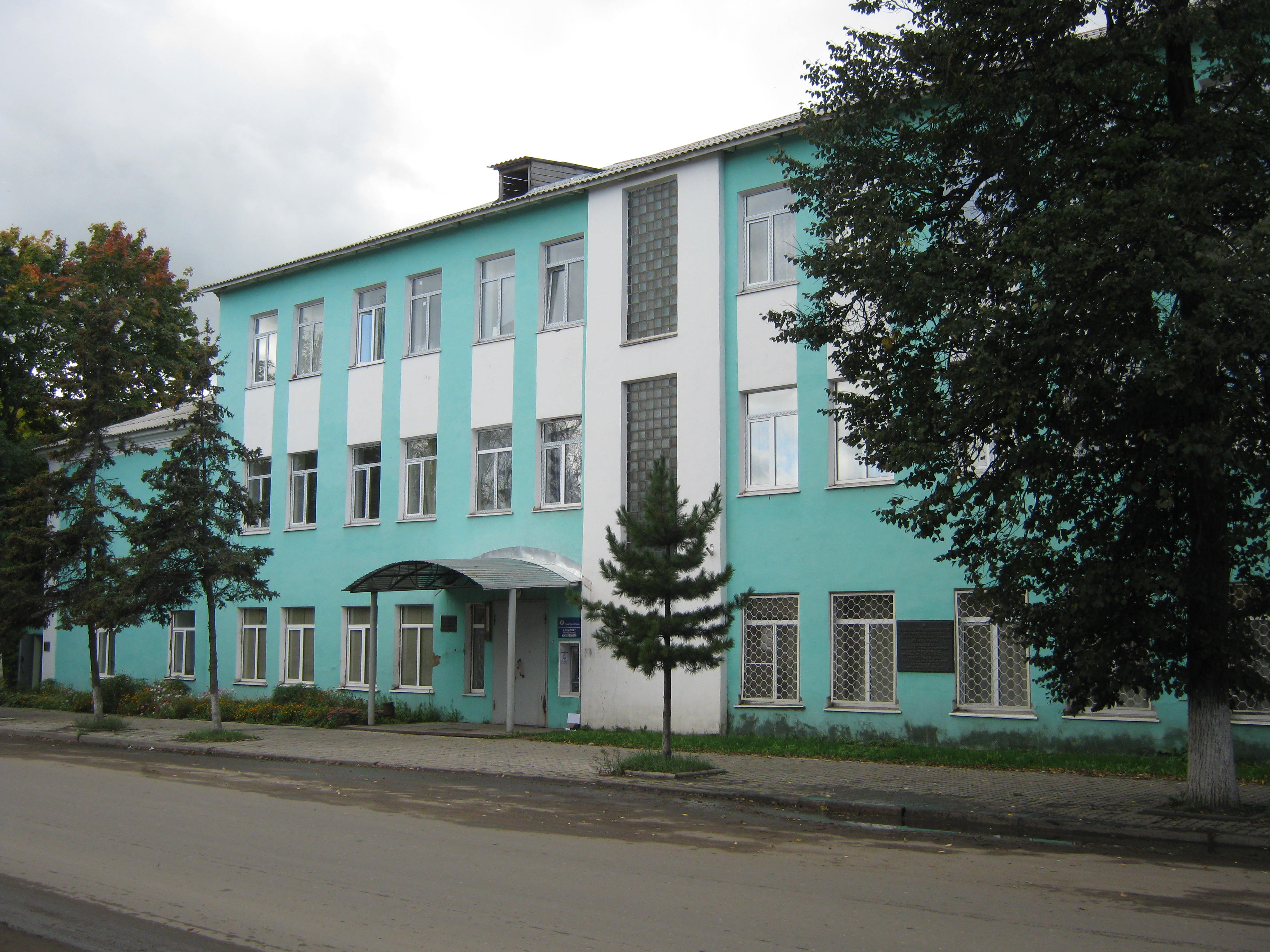
Управление станции «Ржев-Балтийский» (Железнодорожная, д. 42/68)
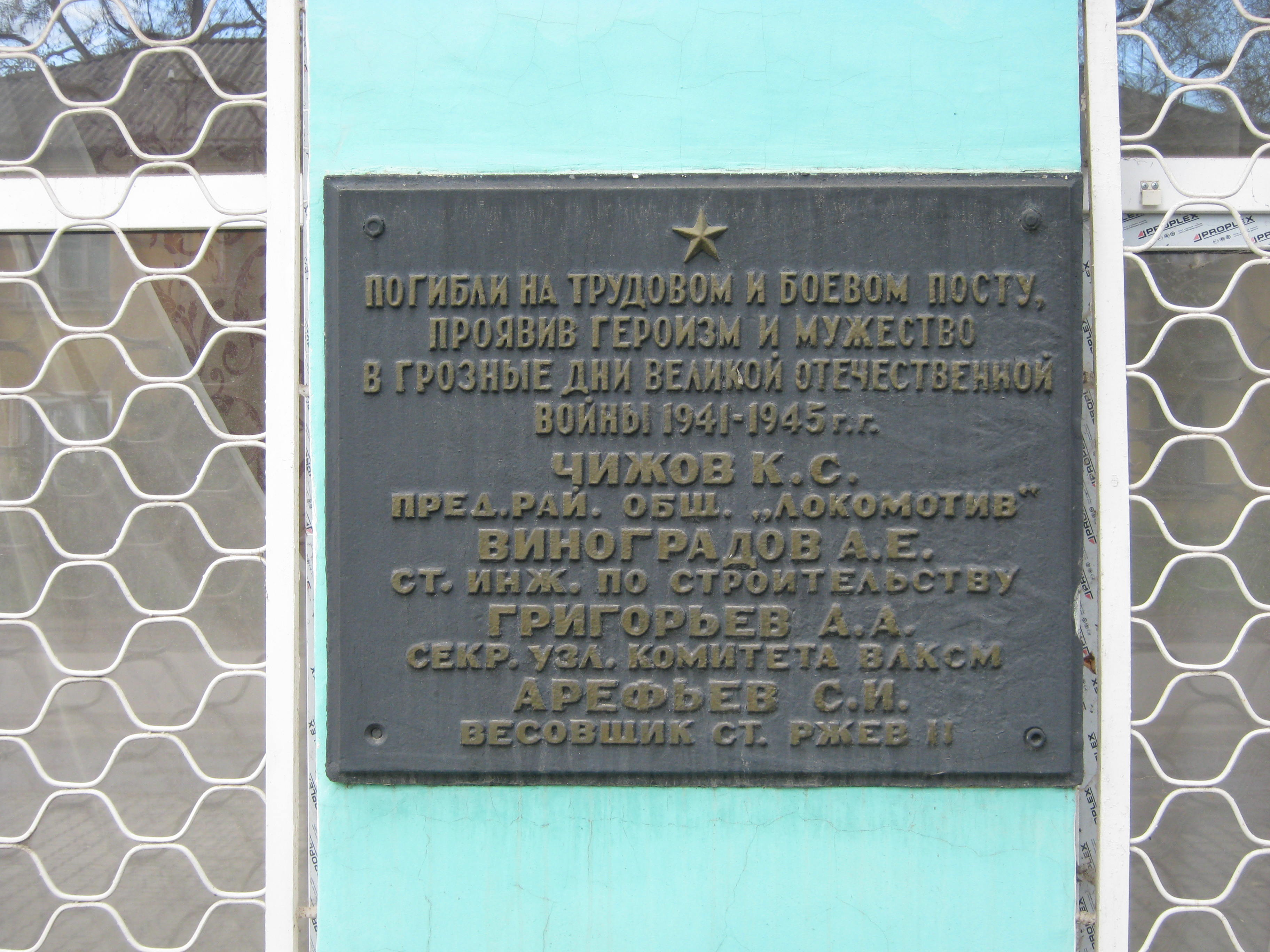
Мемориальная доска на здании управления станции «Ржев-Балтийский» (Железнодорожная, д. 42/68)
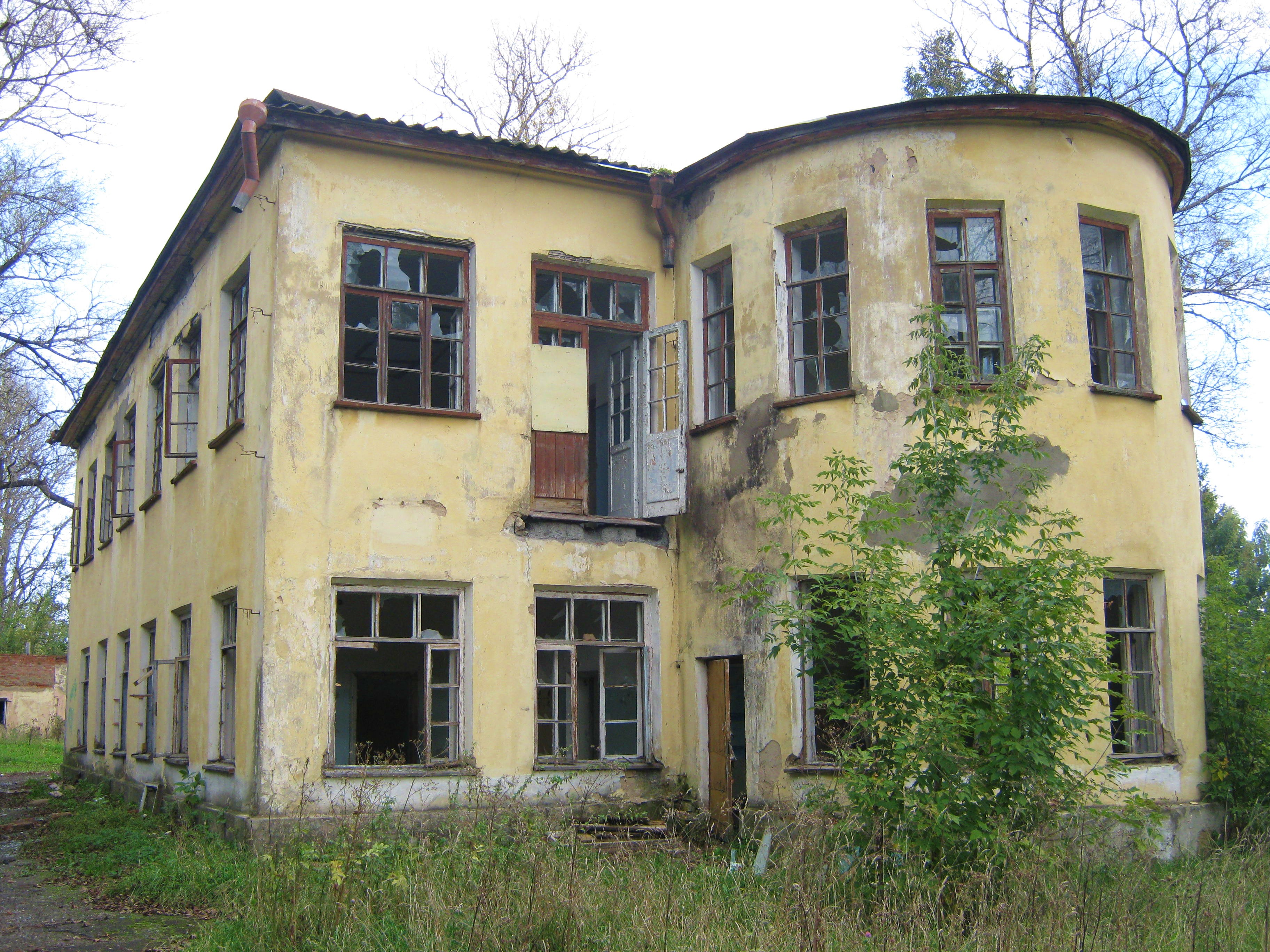
Вид первого детского сада при ОЖД с торца (Железнодорожная, д. 47)
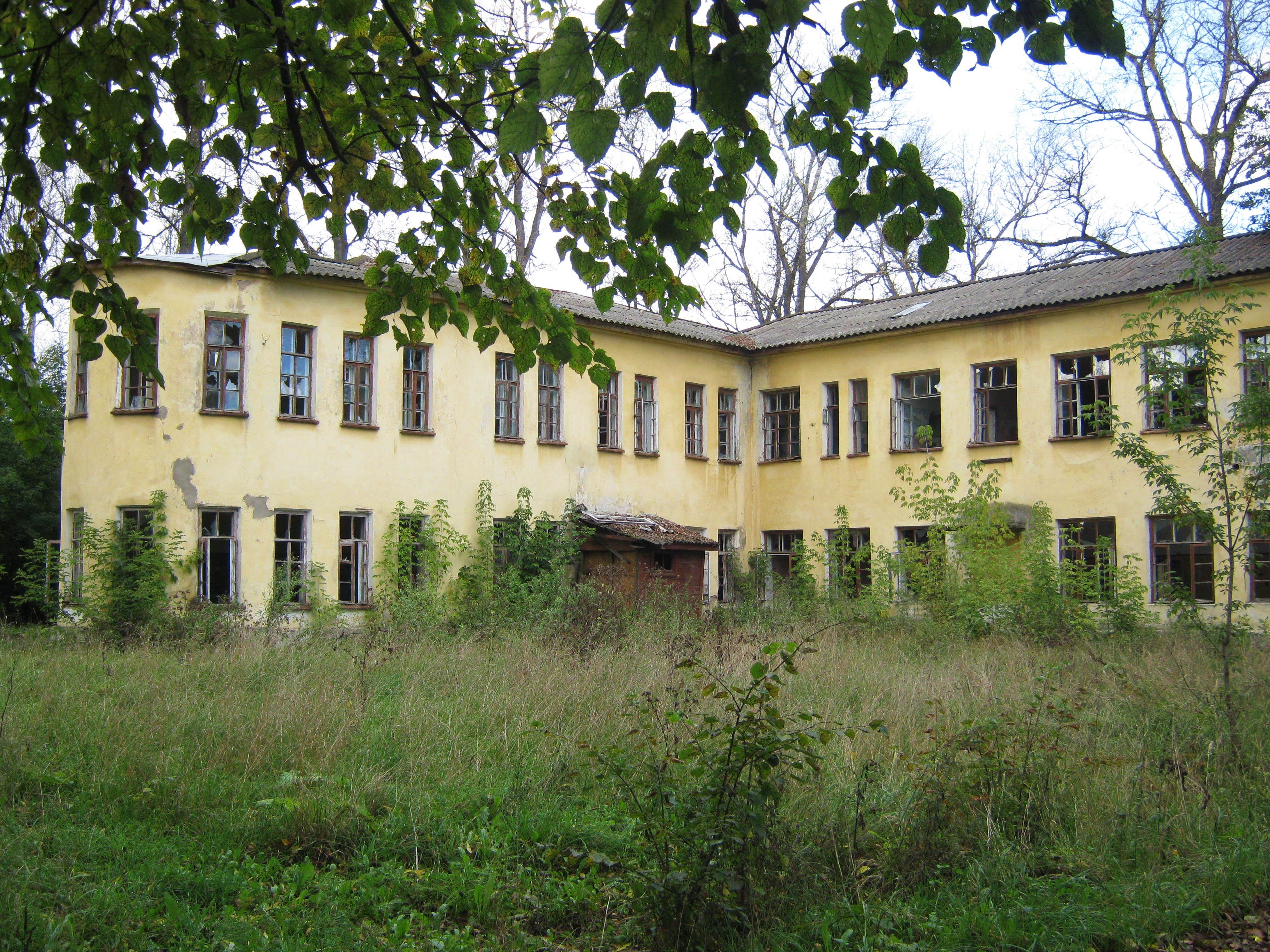
Вид первого детского сада при ОЖД с боку (Железнодорожная, д. 47)

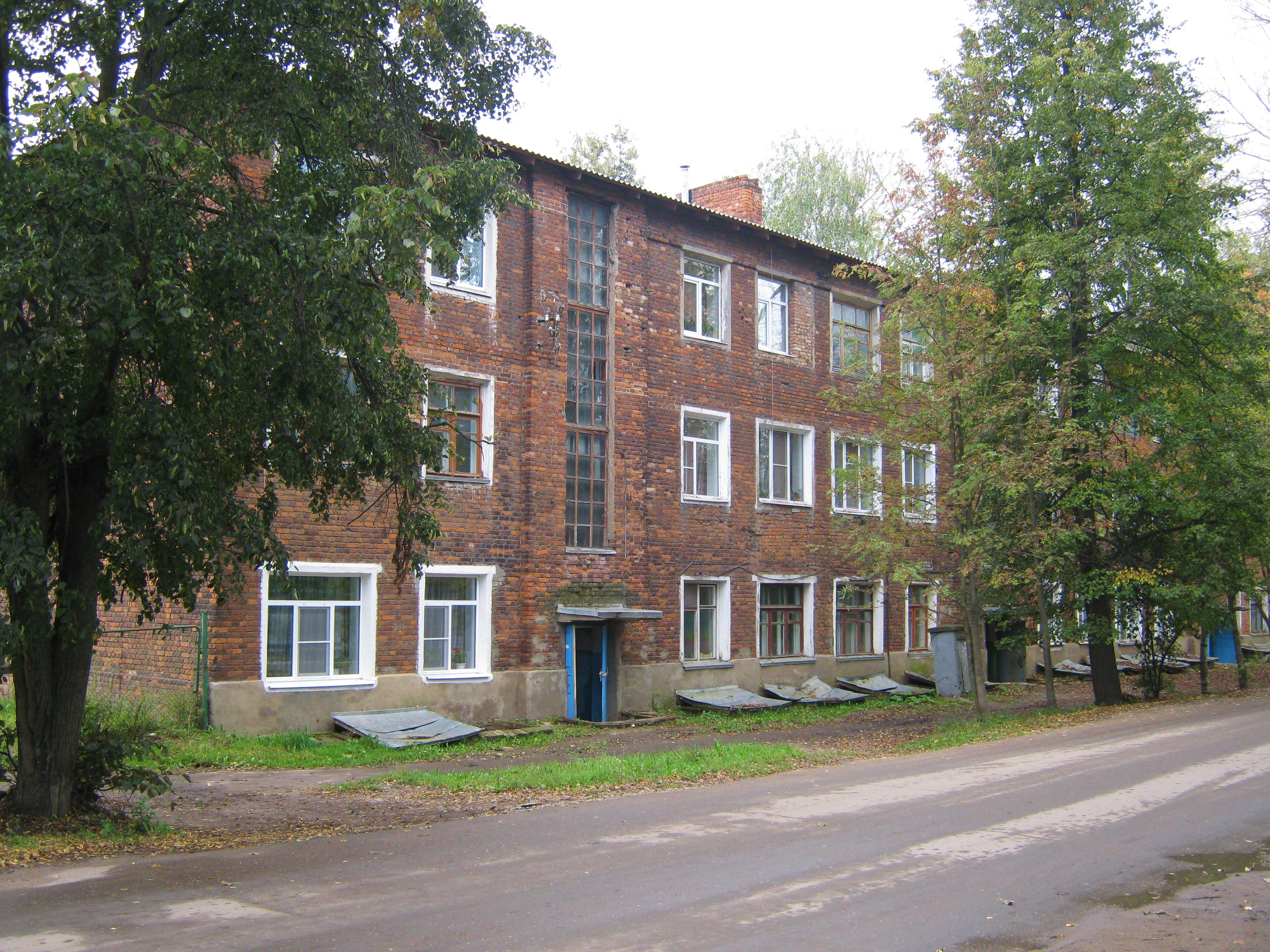
Дом из красного кирпича (Железнодорожная, д. 40)
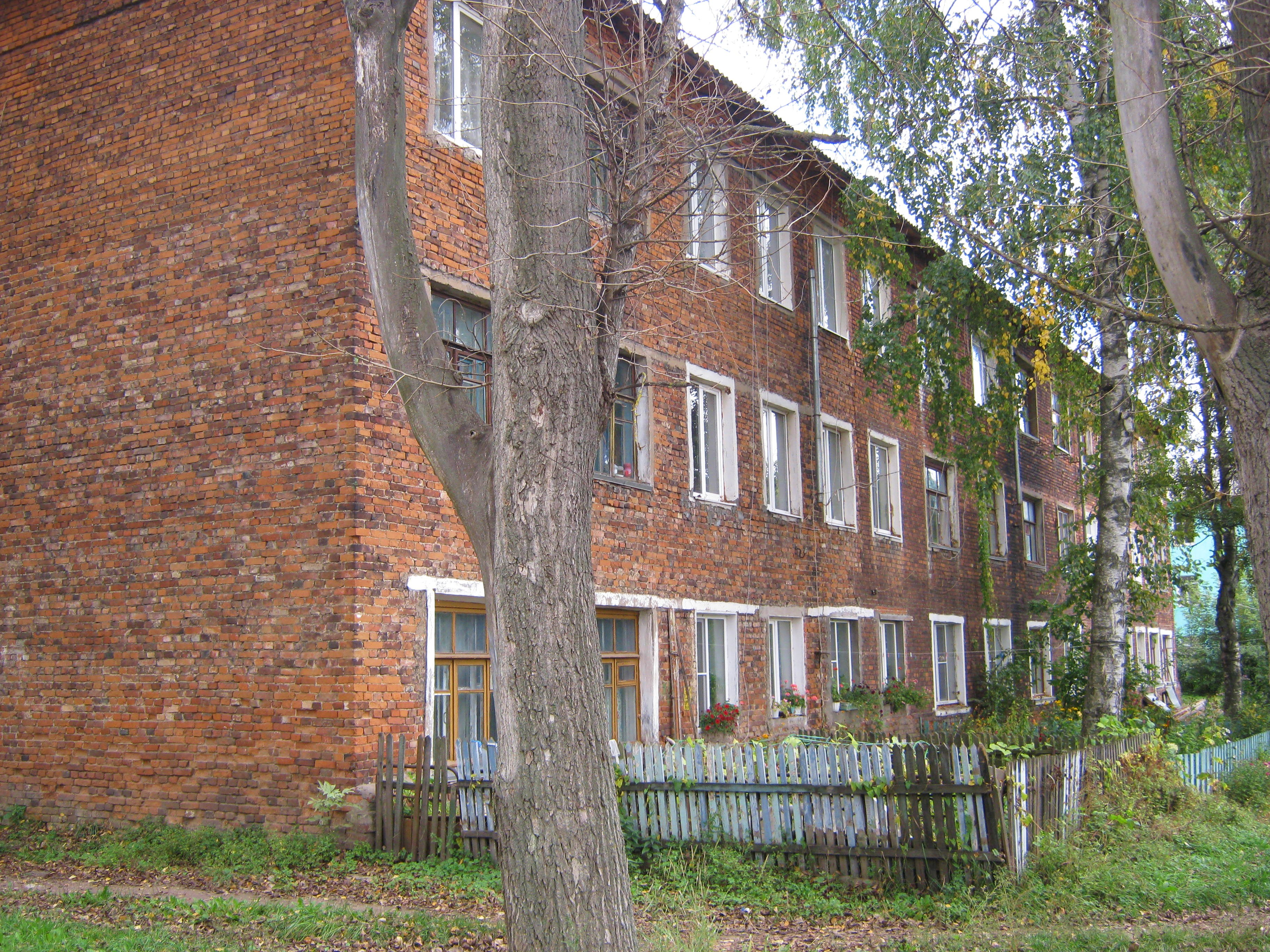
Дворовая сторона дома из красного кирпича (Железнодорожная, д. 40)
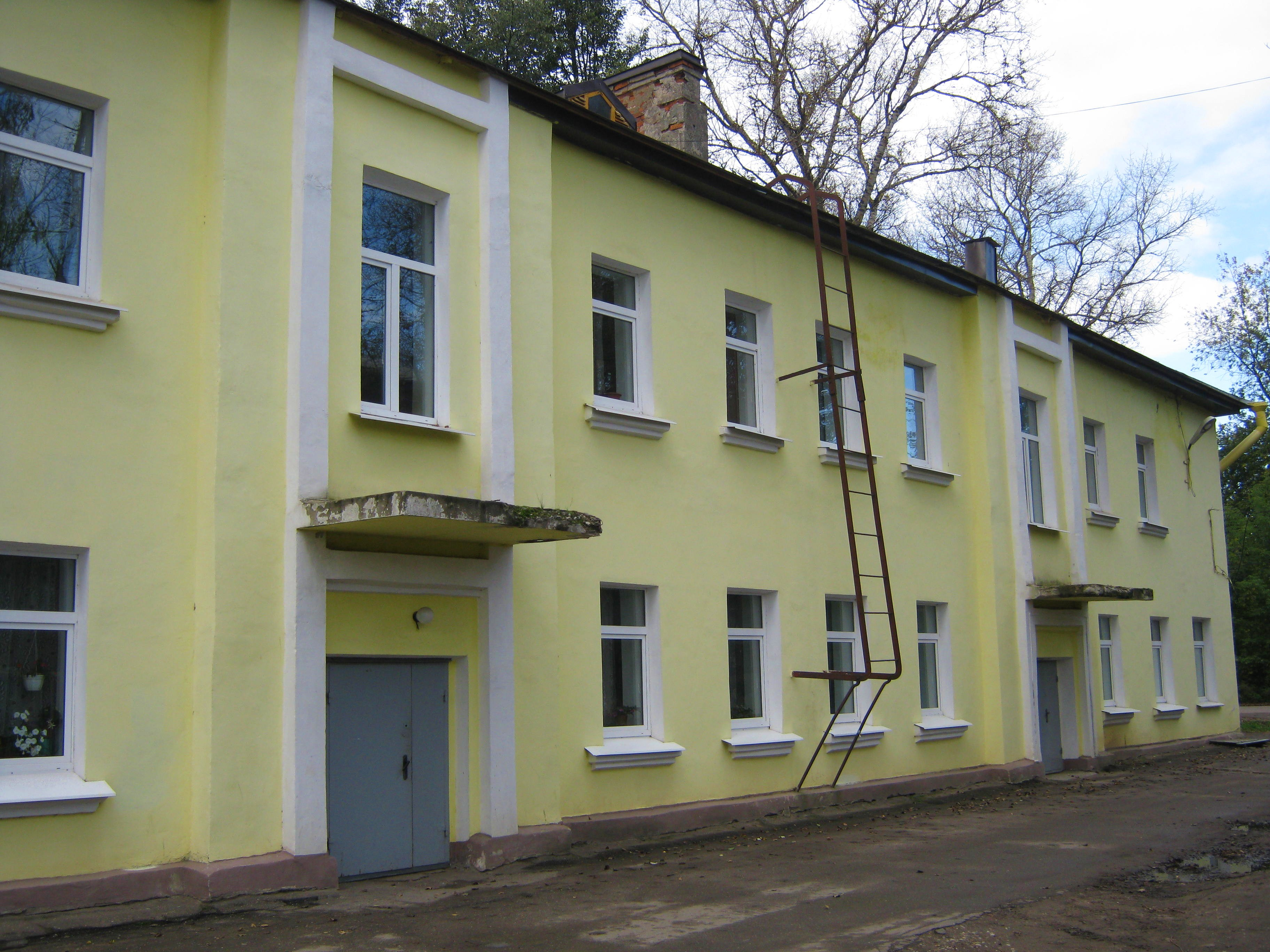
Поликлиника ОЖД (Железнодорожная, д. 38)
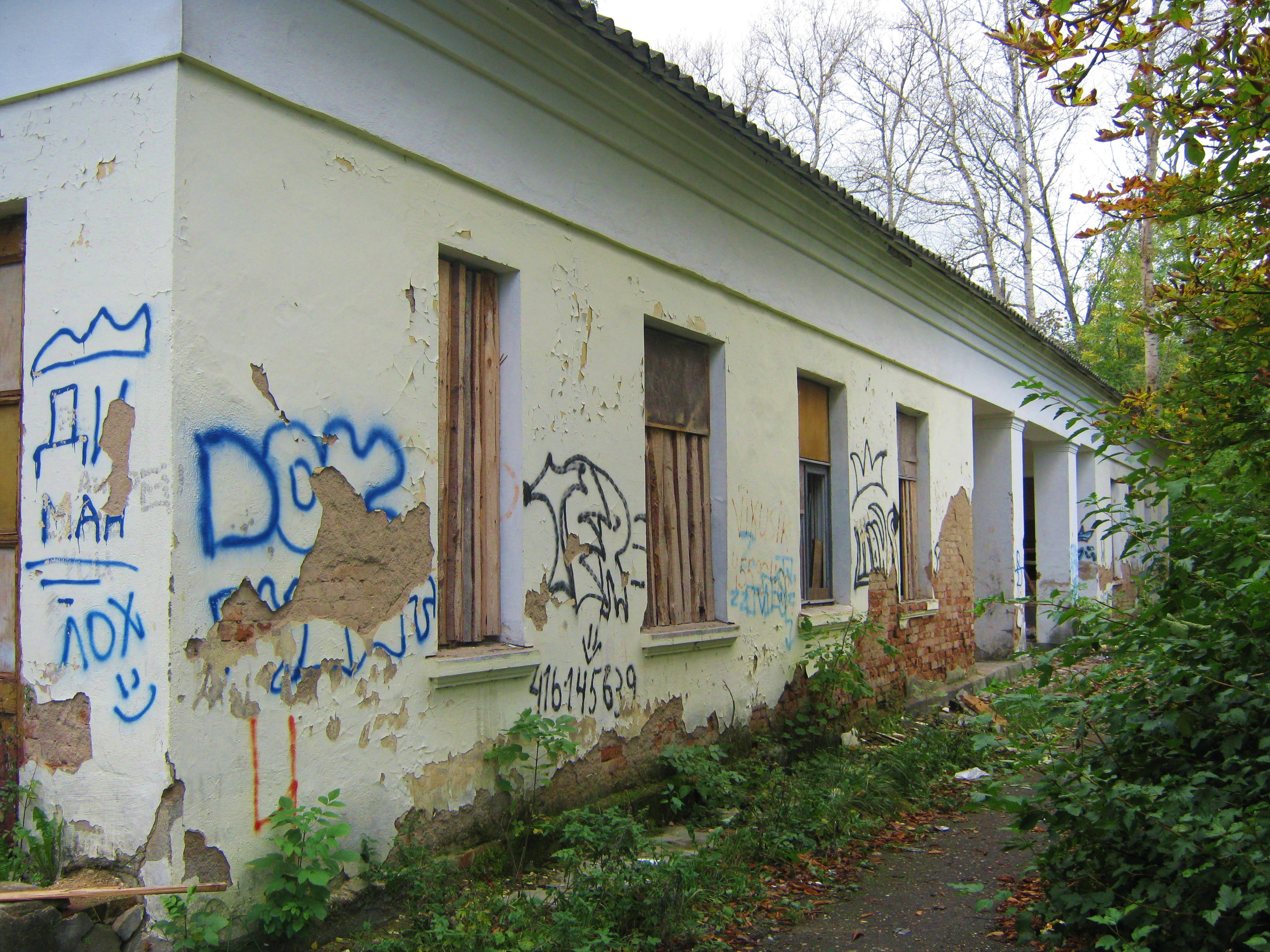
Развалины инфекционного корпуса (Железнодорожная, д. 36 а)

## Транспорт
Движение автобусов организовано по улице Мира, пересекающей Железнодорожную улицу по центру и Зубцовскому шоссе соприкасающемуся с восточной стороны.

## Смежные улицы
- Вокзальная улица
- Улица Дзержинского
- 2-я Новоямская улица
- Улица Мира
- Московское шоссе
- Октябрьская улица
- Улица Марата
- Улица Соколова
- Зубцовское шоссе